# Jaime Padrós

Jaime Padrós 2003

Jaime Padrós, katalanisch Jaume Padrós i Montoriol, (* 26. August 1926 in Igualada, Barcelona; † 15. April 2007 in Manresa, Barcelona) war ein spanisch-katalanischer Pianist und Komponist. Padrós wird der Katalanischen Pianistenschule zugerechnet.

## Leben und Werk
Jaime Padrós kam nach dem Ende des spanischen Bürgerkriegs 1939 als Sängerknabe in die Escolania des Klosters Montserrat, wo er eine vielseitige musikalische Ausbildung erhielt. 1942 ermöglichte ihm ein Stipendium das Klavierstudium an der Acadèmia Marshall in Barcelona. Nach Abschluss seiner Studien gab Padrós dort selbst Instrumentalunterricht und wirkte darüber hinaus als Konzertpianist und Komponist.
1955 ging er mit einem Stipendium der französischen Regierung nach Paris, wo er am Unterricht des Komponisten Darius Milhaud teilnahm. Seit 1956 lebte Jaime Padrós in Ulm. Er heiratete 1962 die Sopranistin Eva Marie Wolff, mit der zusammen er viele Liederabende gab und an zahlreichen Kammermusikkonzerten mitwirkte. Von 1964 bis 1995 war er Professor für Klavier an der Musikhochschule in Trossingen.
Das kompositorische Schaffen von Jaime Padrós umfasst mehr als 90 Werke in unterschiedlichsten Besetzungen: Orchesterwerke, weltliche und geistliche Chormusik, Kammermusik, Klaviersololiteratur und anderes.

## Musikalische Grundlagen
Dank des reformpädagogisch orientierten Unterrichts an der Schule seines Heimatortes kam Padrós früh mit Musik in Kontakt – zur damaligen Zeit in Spanien eher ungewöhnlich. Sein Lehrer Joan Just erkannte sein Talent und empfahl ihn für den Knabenchor des berühmten Benediktinerklosters Montserrat. Die Mönche sorgten neben der sängerisch-musikalischen Ausbildung der Sängerknaben auch für Klavier- und Orgelunterricht.
Nach zweieinhalb Jahren in Montserrat wechselte Padrós, vermittelt durch David Pujol, den Leiter der Kantorei des Klosters, nach Barcelona an die Akademie von Frank Marshall. Er erhielt dort Klavierunterricht bei der international gefeierten Virtuosin Alicia de Larrocha und später auch bei Frank Marshall selbst, der seinerseits Schüler von Enrique Granados gewesen war. Gleichzeitig lernte er das Kompositionshandwerk bei Josep Barberà.

## Pianist und Klavierpädagoge
Angeregt durch die Studien bei Taltabull nahm Jaime Padrós 1954 den Auftrag an, als erster Pianist überhaupt in Spanien das gesamte Soloklavierwerk der neuen Wiener Schule (Schönberg, Berg, Webern) aufzuführen. Die stete Suche nach musikalischen Herausforderungen war ein Charakteristikum von Padrós’ pianistischen Aktivitäten: Sei es die Auseinandersetzung mit zeitgenössischer Musik oder die Annäherung an (seinerzeit) selten gespielte Komponisten wie beispielsweise Scriabin, Busoni, Satie, sei es die Ersteinspielung nur im Manuskript vorliegender Sonaten von Antonio Soler oder die Aufführung von Werken mit ungewöhnlichen Besetzungen wie „Pierrot lunaire“ von Arnold Schönberg. Schon in Barcelona und später in Ulm (dort in der Epoche machenden Reihe „Musik aktuell“ der Ulmer Volkshochschule) ging es Jaime Padrós nicht um das Gewohnte, Übliche, sondern immer um das Besondere und Hörenswerte.
Von 1947 an unterrichtete Padrós Klavier an der Acadèmia Marshall in Barcelona, Das pädagogische Engagement hat ihn nie losgelassen: Nach über 30 Jahren als Dozent an der Musikhochschule und ungezählten Privatschülern, nach Seminaren über die Pedaltechnik des Klaviers und Jahren als Jurymitglied von „Jugend musiziert“ unterrichtete er zu Hause in Ulm noch bis wenige Tage vor seinem Tod.

## Komponist
Von 1946 an setzte Padrós seine Kompositionsstudien bei Cristòfor Taltabull fort. Dieser hatte zunächst in München bei Max Reger und später in Paris Komposition studiert und dort bis zum Einmarsch der Deutschen gelebt. Von dort brachte er wichtige Impulse aus der zeitgenössischen Musik in das durch den Bürgerkrieg isolierte Kultur- und Musikleben Spaniens mit.
Padrós‘ Kompositionsstil war nach spätromantischen Anfängen an französischen Vorbildern orientiert. Zu den Werken dieser frühen Jahre gehören u. a. das Ballett Fantasía de circo, das in vielen spanischen Theatern gezeigt wurde, und das von Alicia de Larrocha uraufgeführte Klavierwerk Preludio y danza. Die erste Schaffensphase endet 1954 mit der Abwendung von der Tonalität in der Klavierkomposition Sonata. Mit diesem Opus 1 gewann Padrós im selben Jahr den Sonderpreis im Wettbewerb der Juventudes Musicales in Barcelona.
Zwischen 1955 und 1965 beschäftigt sich Padrós auch intensiv mit spanischen und katalanischen Volksliedern. So setzt er auf Anregung von Enric Gispert, Leiter des Coro Alleluia, eine Reihe von Liedern für gemischten Chor. Für fünf dieser Chorsätze von 1965 erhält er den Preis Premio Orfeó Català; einige Lieder erhalten eine Klavierbegleitung und sind unter dem Titel Cancionero del lugar zusammengefasst. Die Auseinandersetzung mit der Volksmusik geht aber noch weiter: In Quinteto für Streichquartett und Klavier (ein Auftrag des tschechischen Novak-Quartetts, 1962 in Prag uraufgeführt) oder in der Kantate Plant de la Verge (1964) werden beispielsweise rhythmisch-strukturelle und melodische Elemente als kompositorisches Ausgangsmaterial verwendet. Der Zapateado (1957 im Auftrag des Tänzers José de Udaeta geschrieben) und Llanto por Ignacio Sánchez Mejías (1979 für das Ulmer Theater komponiert) greifen Formen und Motive der andalusischen Folklore auf.
Einen besonderen Rang nehmen Padrós‘ seit den siebziger Jahren entstandene Kammermusikkompositionen für Akkordeon ein: Angeregt durch den Virtuosen Hugo Noth schrieb Padrós als einer der ersten für dieses Instrument zeitgenössische Stücke und erhielt dafür etliche Kompositionsaufträge; diese Stücke gehören inzwischen zur klassisch-modernen Standardliteratur.
Alle Werke von Jaime Padrós sind in der Stadtbibliothek der Stadt Ulm katalogisiert und archiviert.

## Werke

### Klaviermusik
- Sonata (1954) für Klavier
- 2 modalitats (1957) für Klavier
- Zapateado (1957), Fassung für 1 Klavier und für 2 Klaviere
- 6 Variationen (1960) für Klavier
- Gebündelte Klänge (1960–2004), Katalanisches Volksliedbuch für Klavier
- Lehre des Klavierspiels (1962) für Klavier
- Llibre d’alquímies I (1963) für Klavier
- Sobreposicions heptàtones (1966) für Klavier
- Llibre d’alquímies II (1971) für 2 Klaviere

### Klavierlieder
- 2 cançons populars catalanes (1956) für Sopran und Klavier
- Erinnerung/Matutin (1956), 2 Lieder für Bariton und Klavier nach Texten von Clemens ten Holder
- Cancionero del lugar (1956/57) für Gesang und Klavier
- Sternverdunkelung (1960), 3 Lieder für Sopran und Klavier nach Texten von Nelly Sachs
- El vendedor de globos (1964) für Sopran und Klavier (Text von Jesús Lizano)
- Was war, kehrt wieder (1999), aus dem Prediger Salomo für Bariton- oder Altstimme und Klavier

### Verschiedene Soloinstrumente
- 5 Orgelstücke (1957) für Orgel
- Coplas (1963) für Solovioline
- Tiento, Verso y Gallarda (1969) für Orgel
- Chacona (1976) für Akkordeon
- Grisaille (1976) für G-Flöte solo
- 3 homenajes (1982) für Cembalo
- Trama concèntrica (1982), Variationen für Akkordeon
- Trilogía breve (1983) für Akkordeon
- 3 Konzertetüden (1991) für Akkordeon

### Kammermusik
- Petits preludis a 9 poemes de Joan Maragall (1961) für 7 Instrumente
- Quintet per a quartet d’arc y piano (1962)
- El Plant de la Verge (1964), Kantate für Sopran, gemischten Chor, 3 Flöten, Cembalo, 2 Violen, Violoncello und Kontrabass (Text von Ramon Llull)
- Discurso y Eco (1966) für 6 Blasinstrumente
- Sternverdunkelung (1969), 5 Lieder nach Gedichten von Nelly Sachs für Sopran, Flöte, Bassklarinette, Fagott, Harfe und Bratsche
- Von jetzt bis hin in die Zeit (1970), 3 Gesänge für Sopran und Orgel aus Das Buch der Preisungen (Martin Buber)
- Error celebrado y Discurso (XXII) de Juan de Zabaleta (1972) für Sopran, Oboe, Viola und Violoncello
- Hexakis (1972) für Flöte und Klavier
- ... über das Schöne und Passende (1973) für Klavier, Cembalo, Akkordeon, 2 Trommeln und Sprecher (Text aus Augustinus’ Konfessionen)
- Serenata (1974) für Flöte, Violoncello und Akkordeon
- Nocturnos de la ventana (1975) für Akkordeon, Oboe und Kontrabass
- Elegia (1976) für Sopran und Streichquartett (Text von Joan Llacuna)
- Planctus (1977) für 2 Gitarren und Akkordeon
- Polyeder (1978) für Akkordeon und Streichtrio
- Llanto por Ignacio Sánchez Mejías (1979), Ballet nach einem Gedicht von Federico García Lorca für 2 Klaviere, Gitarre und Schlagzeug
- Policromies (1980), 3 Tänze für Akkordeon und Klavier
- Poemas de fragua (1984) für Klavier und Perkussion
- Paseo y Contraddanza (1985) für Violoncello und Akkordeon
- Epígrafes sonorizados (1986) für Streichquartett und Akkordeon
- Fantasia niquelada (1989) für Flöte, Klavier und Perkussion
- Triade (1989) für gleiche Stimmen, Bläserquintett und Perkussion
- Breviari rural (1991) für Sopran, Akkordeon, Altflöte und Violoncello
- Fanfare (1993) für 4 Trompeten
- Azulejos (1995) für Akkordeon und Kontrabass

### Orchesterwerke
- Tema, Variacions i Giga (1954) für Streichorchester
- 2 moviments (1956) für Orchester
- Atzavara (1957) Kantate für Solosopran und -bariton, gemischten Chor und Streichorchester (Text von Francesc Galí)
- Tres diferències per a ser cantades (1965) für Sopran und Orchester (Text von Ausias March)
- Propis de Pentecostès (1968) für gemischten Chor, Soli, Orgel und Streichorchester
- Exorcismes (1969) für Streichorchester
- Música cambiante (1986) für Klavier und Streichorchester

### Geistliche Chormusik
- Missa brevis (1955) für Chor
- Breu Salve Regina (1956) für Chor
- Proprium vom Feste des Hl. Erzengels Michael (1957)
- Hymnus „Jesu Redemptor omnium“ (1958) für gemischten Chor und 10 Bläser ad libitum
- Missa (1959) für gemischten Chor zu 4 Stimmen
- Cantate Domino (1962) vierstimmige Motette
- 7 deutsche Propriumsvertonungen (1962) für Chor und Orgel ad libitum
- 5 Comuniones (lateinisch) (1963) für gemischten Chor
- Benedictus qui venit (1966) für Chor
- Der Herr ist meine Stärke (1966) für Chor
- Hymnus auf das Heilige Kreuz (1966) für Chor
- Deutsches Messordinarium (1968) für Chor oder Schola, Gemeinde und Orgel

### Weltliche Chormusik
- 2 cançons catalanes: El cavaller pelegrí / Venedor d’amor (Text: Joan Salvat-Papasseit) (1955/1956) für gemischten Chor zu 4 Stimmen
- 7 spanische und katalanische Volkslieder: La niña blanca / Serranilla / Segaba la niña / Canción de primavera / La filla del Carmesí / La pastora / La pastoreta (1955/1956) für gemischten Chor
- 7 spanische und katalanische Volkslieder: Albada / Caterina d’Alió / L’Angeleta / La filadora / Duérmete, niño mío / Margaridó / Me llamaste morenita (1956/1961/1965) für gemischten Chor
- 4 canciones populares castellanas: A los árboles altos / Eres alta y delgada / La niña de la arena / Cuando sales al campo (1956/1957/1962) für gemischten Chor
- 4 cançons populars catalanes: Cobles del ram / El cant dels ocells / La meva enamorada / El Comte Arnau (1959/1961/1962) für gemischten Chor
- 5 cançons populars catalanes: Adorm-te, nineta / Don Bertràn i Donya Maria / La Magdalena / La Mare de Déu / La presa de Roses (1965) für gemischten Chor
- 2 jiddische Wiegenlieder: Slof, slof / Untern Kinds vigele (1992) für gemischten Chor zu 4 Stimmen

### Bearbeitungen
- Cancionero del lugar (1956/1957) für Gesang und Akkordeon, Bearbeitung von Hugo Noth, Original für Gesang und Klavier
- Zapateado (1957), Bearbeitung für Akkordeon von Hugo Noth, Original für Klavier
- Zapateado (1957), Bearbeitung für 2 Akkordeone von Hugo Noth, Original für Klavier
- Zapateado (1957) für 2 Marimbaphone, Bearbeitung von Philippe Ohl, Original für Klavier
- 6 Variationen (1960), Bearbeitung für Akkordeon von Hugo Noth, Original für Klavier

### Jugendwerke
- Poema romántico/El renunciament de Lídia/5 oracions (1945/1946) für Klavier
- Toccata/Vals Parodia (1947/49) für Klavier
- Fuga/El rossinyol i la rosa/L’absència/Llàgrimes (de Uang-Seng-Yu)/Preguntant (1946/1947/1948/1950) für Sopran und Klavier (Texte von Joan Llacuna, J.M. López Picó, Salvador Albert, Josep Carner)
- Cloe i Lèlia/Es verdad/Canción de jinete/Tannkas del somni (1948/1950) für Sopran und Klavier (Texte von Jospe Carner, Federico García Lorca, Francesc Galí)
- Estudio/Preludio y danza no 1/Preludio y danza no 2/Set boixos (1946/1949/1952/195?) für Klavier
- Berceuse (1949) für Violine und Klavier
- Fantasia de circ (1951) Ballet, Fassung für 1 Klavier und für 2 Klaviere
- Fantasia de circ (1952), Ballett für Orchester (Bearbeitung von Jaime Padrós, Original für 1 Klavier)